# Anoctus rasilis
Anoctus rasilis là một loài bọ cánh cứng trong họ Bọ hung (Scarabaeidae).